# Giovanni Silva de Oliveira
Giovanni Silva de Oliveira (* 4. Februar 1972 in Abaetetuba, Brasilien) ist ein ehemaliger brasilianischer Fußballspieler. Seine Karriere begann er 1991 in Brasilien bei Tuna Luso. In Europa, wo er unter anderem für den FC Barcelona aktiv war, ist er unter seinem Künstlernamen Giovanni bekannt.
Giovanni galt als einer der technisch besten Fußballer der Welt, den trotz seiner Größe von 190 cm das Dribbling und faszinierende Tricks auszeichneten. Dies brachte ihm in Griechenland den Spitznamen "Magos" ein, was Magier bedeutet. Außerdem ist Giovanni 20-facher brasilianischer Nationalspieler (sechs Tore) und war bei der WM 1998 in Frankreich dabei. Seit 2012 arbeitet er als Scout für Olympiakos Piräus.

## Erfolge
Clube do Remo
- Staatsmeisterschaft von Pará: 1993

FC Barcelona
- Europapokal der Pokalsieger: 1997
- UEFA Super Cup: 1997
- Spanische Meisterschaft: 1997, 1998
- Spanischer Pokal: 1997, 1998
- Spanischer Superpokal: 1996

Olympiakos Piräus
- Griechische Meisterschaft: 2000, 2001, 2002, 2003, 2005
- Griechischer Pokal: 2005, Finalist 2004

FC Santos
- Staatsmeisterschaft von São Paulo: 2010
- Brasilianischer Pokal: 2010

Nationalmannschaft
- Copa América: 1997
- Rous Cup: 1997
- Fußball-Weltmeisterschaft: Finalist 1998 (1 Einsatz)

Auszeichnungen
- Bester Spieler der brasilianischen Meisterschaft: 1995
- Bester ausländischer Spieler in der griechischen Liga: 2000
- Torschützenkönig der griechischen Liga: 2004